# NGC 3603
NGC 3603 (другие обозначения — OCL 854, ESO 129-SC16) — рассеянное скопление в созвездии Киль.
Этот объект входит в число перечисленных в оригинальной редакции Нового общего каталога.
Находится в 20 тысячах световых лет от Солнца, входит в спиральный рукав Киля нашей Галактики. Одна из крупнейших областей звездообразования в Галактике. Центр скопления содержит тысячи звёзд, более массивных чем Солнце, возникших 1-2 миллиона лет назад в одной вспышке звездообразования. Скопление окружают облака из светящегося межзвездного газа и поглощающей свет пыли, из которых оно и образовалось. Форма облаков обусловлена мощным излучением и ветрами молодых звезд.